# Pegunungan Tineba
Pegunungan Tineba är en bergskedja i Indonesien. Den ligger i den centrala delen av landet, 1 600 km öster om huvudstaden Jakarta.